# USS LST-1108
O USS LST-1108 foi um navio de guerra norte-americano da classe LST que operou durante a Segunda Guerra Mundial.